# Albrecht Wachsmann
Albrecht Wachsmann (* 28. Juni 1944) ist ein ehemaliger deutscher Fußballspieler.

## Karriere
Aus der Fußballabteilung des SV Mammendorf aus dem Landkreis Fürstenfeldbruck, für die Wachsmann bis 1968 aktiv war, gelangte er zum FC Bayern München. Am Saisonende 1968/69 gewannen die Münchner ihren ersten Meistertitel in der Bundesliga, wobei sie nur 13 Spieler einsetzten. Wachsmann gehörte zu den Spielern, die keinen Pflichtspieleinsatz hatten. Nach nur einer Spielzeit verließ er die „Bayern“ und wechselte zum Ligakonkurrenten Eintracht Frankfurt. Für die Hessen bestritt er drei Einsätze, wobei er einmal in der Startelf stand. In der Bundesliga debütierte er am 22. April 1970 (28. Spieltag) beim 1:1-Unentschieden im Auswärtsspiel gegen den TSV 1860 München, als er in der 63. Minute für Jürgen Grabowski eingewechselt wurde. Zum Abschluss seiner Karriere spielte er noch eine Saison (1970/71) für den Regionalliga-Aufsteiger Viktoria Aschaffenburg, der allerdings als Tabellenvorletzter in die Amateurliga Hessen wieder abstieg.

## Erfolge
- Deutscher Meister 1969 (mit dem FC Bayern München; ohne Einsatz)
- DFB-Pokal-Sieger 1969 (mit dem FC Bayern München; ohne Einsatz)